# 馬其頓航空 (北馬其頓)
馬其頓航空是北馬其頓的國家航空公司，總部設在該國首都斯科普里。

## 航點
| 旗幟 | 城市     | 國家         | 機場名稱         | 備註     |
|      | 奧赫里德 | 馬其頓共和國 | 奧赫里德機場     | 樞紐機場 |
|      | 斯科普里 | 馬其頓共和國 | 斯科普里國際機場 | 樞紐機場 |